# Templo de Telo
Templo de Telo (em latim: Aedes Telluris) ou Templo da Terra era um templo romano da Roma Antiga dedicado ao deus Telo, situado no Esquilino, perto do quarteirão de Carinas. Nada restou da estrutura.

## História
O Templo de Telo foi inaugurado em 268 a.C. pelo cônsul Públio Semprônio Sofo para celebrar a unificação da Itália sob o domínio romano e em suas paredes estava pintado uma representação da Itália. O edifício foi restaurado em 54 a.C. por Cícero (que vivia em Carinas), a partir de quando algumas sessões do Senado passaram a ser realizadas ali, incluindo a famosa de 17 de março de 44 a.C., poucos dias depois do assassinato de Júlio César, durante a qual foi aprovada a anistia (ἀμνηστία) para os cesaricidas em troca da ratificação da chamada Acta Cesaris, pela qual César não seria reconhecido como tirano e seus atos não seriam invalidados, incluindo as nomeações de magistrados promovidas por ele (incluindo alguns dos cesaricidas). Nesta ocasião se firmou um trato entre Bruto, Cássio e Marco Antônio que não foi suficiente para impedir a guerra civil.